# 山下氏政
山下 氏政（やました うじまさ、生年不詳 - 1684年8月28日（貞享元年7月18日））は、江戸時代初期の尾張藩士・尾張藩江戸家老・山下氏勝の子。尾張藩家老。市正・太郎兵衛と名乗った。

## 来歴
父の山下氏勝は永禄11年（1568年）4月6日、飛騨国大野郡白川郷の萩町城において山下時慶の子として生まれる。始めは血族でもある内ヶ島氏理に仕えたが、天正大地震で内ヶ島氏は滅亡、その後豊臣秀吉に仕えた。小田原の役においては先鋒を務め、文禄・慶長の役も名護屋まで随行した。その時、徳川家康から呼ばれ家康の家来となった。出自を家康から聞かれ、近江国蒲生郡において所領を安堵された。1602年（慶長7年）、徳川家康により徳川義直の傳役に取り立てられる。氏勝の妻は、義直の実母である相応院の妹にあたり、その縁で重用されたとされる。1607年（慶長12年）に、徳川家康に清洲越しを進言したことで、名古屋城が現在地に造られた経緯がある。
氏政は市正（いちのかみ）とも呼ばれ、母が相応院（徳川義直の母）の妹であったことで、尾張徳川家の家老として仕えた。屋敷は名古屋城の二之丸にあり、広い土地を有していた。
妻は金森重近（茶人・金森宗和）の娘であった。同じ尾張藩の家老・間宮大隅守の子息に、姪の金森宗和の娘を養子に迎え、嫁がせたが、そのことが尾張藩の規律を守らなかったとされ、両家とも改易となった。
その後、縁戚の金森家を頼って飛騨国に入国した。下原に住み、飛騨高山藩主が美濃国方面への往来の際に利用していた、下原旅館（下原陣屋）の館主を務めた。そのほか、持っていた千利休の道具類を京都で売却し得た資金で下原郷中切村にて、かつて同地にあった玉龍寺を再興した。
下原から飛騨川を挟んだ、対岸の美濃国武儀郡金山村は尾張藩の領地であり、度々、飛騨川を川流ししていた飛騨国内で伐りだされた材木の運搬などに関して論争になった。その都度、元尾張藩家老であった立場を利用して、調停していたことが史料で知れる。息子の市助の妻は金森重頼の娘・太宇子（松壽院）。